# Fininho
Vinícius Aparecido Pereira de Santana Campos, beter bekend als Fininho, (São Paulo, 3 november 1983) is een Braziliaanse voetballer. De verdediger begon zijn carrière bij SC Corinthians Paulista en speelde daarna onder meer bij FC Figueirense en Lokomotiv Moskou. Sinds 2010 speelt hij bij Metalist Charkov.

## Statistieken
| seizoen              | club             | land | competitie            | wed. | goals |
| -------------------- | ---------------- | ---- | --------------------- | ---- | ----- |
| 2004                 | Corinthians      | BRA  | Campeonato Brasileiro | 8    | 0     |
| 2005                 | Juventude        | BRA  | Campeonato Brasileiro | 7    | 0     |
| 2006                 | Figueirense      | BRA  | Campeonato Brasileiro | 15   | 1     |
| 2006-2009            | Lokomotiv Moskou | RUS  | Premjer-Liga          | 39   | 0     |
| 2009-2010            | Sport Recife     | BRA  | Campeonato Brasileiro | 11   | 1     |
| 2010-...             | Metalist Charkov | UKR  | Vysjtsja Liha         | 52   | 7     |
| Bijgewerkt 1-12-2012 |                  |      |                       |      |       |